# 1996 في أفغانستان
فيما يلي قوائم الأحداث التي وقعت خلال عام 1996 في أفغانستان.

## أحداث
- 27 سبتمبر – الحرب الأهلية الأفغانية

## سياسة

### تعيين في المنصب
- 27 سبتمبر – ملا عمر Emir of Afghanistan ‏.

## وفيات

### سبتمبر
- 28 سبتمبر – محمد نجيب الله (مواليد 1947)

### ديسمبر
- 3 ديسمبر – بابراك كرمال (مواليد 1929)